# 短期大学通信教育設置基準
短期大学通信教育設置基準（たんきだいがくつうしんきょういくせっちきじゅん）は、学校教育法（昭和22年法律第26号）第3条及び第142条の規定に基づき、短期大学の通信教育を設置するのに必要な最低の基準を定めた文部省（現在の文部科学省）の省令である。